# David W. Dickinson
David W. Dickinson (* 10. Juni 1808 in Franklin, Tennessee; † 27. April 1845 bei Murfreesboro, Tennessee) war ein US-amerikanischer Politiker. Zwischen 1833 und 1845 vertrat er zweimal den Bundesstaat Tennessee im US-Repräsentantenhaus.

## Werdegang
David Dickinson war ein Neffe von William H. Murfree (1781–1827), der zwischen 1813 und 1817 für den Staat North Carolina im Kongress saß. Er besuchte die öffentlichen Schulen seiner Heimat und studierte danach an der University of North Carolina in Chapel Hill. Nach einem anschließenden Jurastudium und seiner Zulassung als Rechtsanwalt begann er in seinem neuen Beruf zu arbeiten.
Politisch schloss sich Dickinson zunächst der Bewegung um Andrew Jackson an und wurde Mitglied der von diesem im Jahr 1828 gegründeten Demokratischen Partei. Bei den Kongresswahlen des Jahres 1832 wurde er im achten Wahlbezirk von Tennessee in das US-Repräsentantenhaus in Washington, D.C. gewählt, wo er am 4. März 1833 die Nachfolge von Cave Johnson antrat. Bis zum 3. März 1835 konnte er eine Legislaturperiode im Kongress absolvieren. Diese waren von den Diskussionen um die Politik von Präsident Jackson bestimmt. Dabei ging es um die umstrittene Durchführung des Indian Removal Act, die Nullifikationskrise mit dem Staat South Carolina und die Bankenpolitik des Präsidenten.
Später wechselte Dickinson zur oppositionellen Whig Party. Bei den Wahlen des Jahres 1842 wurde er als deren Kandidat im siebten Distrikt seines Staates erneut in den Kongress gewählt, wo er am 4. März 1843 die Nachfolge von Robert L. Caruthers antrat. Bis zum 3. März 1845 absolvierte er dort eine weitere Legislaturperiode, während deren über eine mögliche Annexion der seit 1836 von Mexiko unabhängigen Republik Texas diskutiert wurde. An der letzten Kongresssitzung konnte Dickinson aus gesundheitlichen Gründen schon nicht mehr teilnehmen. Er starb nur wenige Wochen nach dem Ende dieser Legislaturperiode auf dem Anwesen seines Vaters nahe Murfreesboro. Dort wurde er auf dem Familienfriedhof beigesetzt.